# 위스키 탱고 폭스트롯
《위스키 탱고 폭스트롯》(영어: Whiskey Tango Foxtrot)은 2016년에 공개된 미국의 전기 전쟁 코미디 드라마 영화이다. 글렌 피카라와 존 리콰가 연출하고, 로버트 칼록이 각본을 맡았다. 킴 바커의 회고록 "The Taliban Shuffle: Strange Days in Afghanistan and Pakistan"을 원작으로 한다. 티나 페이, 마고 로비, 마틴 프리먼, 앨프리드 몰리나, 크리스토퍼 애벗, 빌리 밥 손턴 등이 출연하였다.

## 줄거리
2003년 뉴욕 텔레비전 기자 킴은 항구적 자유 작전 중에 아프가니스탄 종군 기자로 단기 파견된다. 킴은 군인들에게서 이번 임무의 가치에 대한 솔직한 생각을 답변으로 이끌어내고, 스스로를 위험한 상황에 노출시키며 전투 중 벌어지는 사건을 촬영한다. 또한 여성에게 제한된 역할만을 부여하고 장소를 한정하는 이슬람 사회 특징을 역이용하여 아프가니스탄 여성들을 취재하기도 하고, 성적 관심을 보이는 아프가니스탄 법무장관으로부터 정보를 얻어낸다. 킴을 다방면으로 돕는 해결사 파힘은 위험에는 마약과 같은 중독성이 있다며 킴에게 주의를 준다. 
체류가 연장되고 3년 뒤, 방송국으로부터 지원을 더 얻어내기 위해 뉴욕에 들린 킴은 아프가니스탄에서 동고동락해온 BBC 특파원 타니아가 자신의 자리를 꿰차게 됐다는 걸 알게 된다. 이어 그간 관계를 가져온 스코틀랜드 프리랜서 사진가 이언이 돈을 노린 납치범들에게 끌려가자 킴은 알리에게서 이언의 행방을 알아낸다. 구출 작전이 성공적으로 끝난 뒤 아프가니스탄 취재와 이언과의 어정쩡한 관계 모두에 환멸을 느낀 킴은 뉴욕으로 돌아간다. 
킴은 자신이 진행했던 인터뷰에서 내뱉은 발언이 문제시되어 전근 조치되었다가 급조폭발물에 다리를 잃은 코플린 일병을 방문해 사과하려 한다. 그러나 코플린은 자신의 불운은 킴의 탓이 아니며 그 누구도 상황을 통제할 수 없다는 게 아프가니스탄 사태가 주는 교훈이라고 말하고, 두 사람은 사이좋게 헤어진다. 킴은 방송에서 전장 취재 경험을 토대로 최근 책을 낸 이언을 인터뷰하게 되고, 이언이 커피를 한 잔 하자고 청하면서 영화는 끝이 난다. 

## 출연
- 티나 페이 - 킴 베이커 역
- 마고 로비 - 타니아 밴더풀 역[3]
- 마틴 프리먼 - 이언 매켈피 역
- 크리스토퍼 애벗 - 파힘 아흐마드자이 역
- 빌리 밥 손턴 - 홀러넥 대령(→장군) 역
- 앨프리드 몰리나 - 알리 마수드 사디크 역
- 실라 밴드 - 샤키라 엘쿠리 역
- 니컬러스 브론 - 톨 브라이언 역
- 스티브 피코크 - 닉 역
- 에번 조니카이트 - 코플린 일병 역
- 스콧 타케다 - 에드 페이버 역
- 조시 찰스 - 크리스 역
- 체리 존스 - 제리 타우브 역
- 스털링 K. 브라운 - 허드 병장 역
- 토마스 크레치만 - 항공기 탑승객 역
- 일라이 굿맨 - 터커 왱 역
- 파힘 앤워 - 자위드 역
- 딜런 케닌 - 앙투안 역
- 줄리앤 메디나 - 결혼식 여성 역
- 모니크 켄덜라리아 - 제리의 접수담당자 역
- 매슈 페이지 - 스턴 중위 역
- 데이비드 스탠퍼드 - 콜린 역
- 마틴 파머 - 아프가니스탄 장로 역 (크레디트 미기재)